# پریسکا جپلتینگ چرونو
پریسکا جپلتینگ چرونو (انگلیسی: Priscah Jepleting Cherono؛ زادهٔ ۲۷ ژوئن ۱۹۸۰) دونده دو استقامت اهل کنیا است.
وی در مسابقات کشوری و بین‌المللی در مجموع برندهٔ ۱ مدال نقره، ۱ مدال برنز شده‌است.